# Lac de la Fente
Le lac de la Fente est un lac situé à l'ouest de la Grande Terre, l'île principale des Kerguelen dans les Terres australes et antarctiques françaises (TAAF).

## Géographie

### Situation
Le lac de la Fente est situé à l'ouest de la Grande Terre, juste au nord-ouest de la calotte Cook au centre du promontoire de la pointe Pagès. Très allongé et étroit, il s'étend sur environ 2 km de longueur et 245 m de largeur maximales pour environ 0,275 km2 de superficie et est situé à environ 430 m d'altitude, très encastré au sein d'un massif dénommé la Tirelire.
Alimenté par les eaux de ruissellement et de fonte des neiges des montagnes qui l'entourent, l'émissaire du lac de la Fente se déverse au nord-est par une cascade dans la baie de l'African.

### Toponyme
Le lac de la Fente doit son nom – attribué en 1967 par la commission de toponymie des îles Kerguelen – à son aspect très allongé et sa situation au milieu d'un massif montagneux dénommé La Tirelire dont il constituerait la fente. 